# Melissodes subagilis
Melissodes subagilis är en biart som beskrevs av Cockerell 1905. Melissodes subagilis ingår i släktet Melissodes och familjen långtungebin. Inga underarter finns listade i Catalogue of Life.